# Błąd złożenia
Błąd złożenia – błąd logiczny polegający na przypisaniu całości cech elementów, z których się ona składa.
Przykład: 
1. Ciało ludzkie składa się z atomów.
2. Atomy są niewidoczne gołym okiem.
3. Zatem ciało ludzkie jest niewidoczne gołym okiem.

W makroekonomii błąd złożenia polega na mylnym przenoszeniu zależności prawdziwych na poziomie mikro (gospodarstwa domowe, przedsiębiorstwa) na poziom makro (gospodarka). Zob. np. paradoks zapobiegliwości.